# Camino al Tagliamento
Pour les articles homonymes, voir Camino.
Camino al Tagliamento est une commune italienne de la province d'Udine, dans la région Frioul-Vénétie Julienne.

## Administration
| Période                                  | Période | Identité | Étiquette | Qualité |
| ---------------------------------------- | ------- | -------- | --------- | ------- |
|                                          |         |          |           |         |
| Les données manquantes sont à compléter. |         |          |           |         |

### Hameaux
Bugnins, Glaunicco, Gorizzo, Pieve di Rosa, San Vidotto, Straccis.

### Communes limitrophes
Codroipo, Morsano al Tagliamento, San Vito al Tagliamento, Varmo.